# 16e étape du Tour de France 2022
Pour un article plus général, voir Tour de France 2022.
La 16e étape du Tour de France 2022 se déroule le mardi 19 juillet 2022 entre Carcassonne et Foix, sur une distance de 178,5 kilomètres.

## Parcours
Cap au sud au départ de Carcassonne (Aude) où survient au km 13,7 la côte de Saint-Hilaire en 4e catégorie (1,5 km à 6,6 %) avant Limoux et ses vignes puis le col de l'Espinas en 3e catégorie (5,3 km à 5 %) peu avant le col du Bac non pris en compte cette année au Grand Prix de la montagne. Peu après Sainte-Colombe-sur-L'Hers, le Tour entre en Ariège où sera disputé le sprint intermédiaire à Lavelanet et va s'élever à partir de Tarascon-sur-Ariège par la vallée de Vicdessos vers le port de Lers en première catégorie (11,4 km à 7 %) avant une longue descente vers Massat où débute l'ascension redoutée vers le mur de Péguère (9,3 km à 7,9 %) initiée d'abord par l'accès au col de Caougnous. Enfin, c'est la longue descente vers la ville de Foix par la forêt domaniale du Consulat et la vallée de l'Arget après 178,5 km de course sans un regard vers le prat d'Albis si apprécié en 2019.

## Résultats

### Classement de l'étape
| Classement de la 16e étape | Classement de la 16e étape | Classement de la 16e étape | Classement de la 16e étape | Classement de la 16e étape |
|                            | Coureur                    | Pays                       | Équipe                     | Temps                      |
| -------------------------- | -------------------------- | -------------------------- | -------------------------- | -------------------------- |
| 1er                        | Hugo Houle                 | Canada                     | Israel-Premier Tech        | en 4 h 23 min 47 s         |
| 2e                         | Valentin Madouas           | France                     | Groupama-FDJ               | + 1 min 10 s               |
| 3e                         | Michael Woods              | Canada                     | Israel-Premier Tech        | + 1 min 10 s               |
| 4e                         | Matteo Jorgenson           | États-Unis                 | Movistar                   | + 1 min 12 s               |
| 5e                         | Michael Storer             | Australie                  | Groupama-FDJ               | + 1 min 25 s               |
| 6e                         | Aleksandr Vlasov           | Bannière neutre            | Bora-Hansgrohe             | + 1 min 40 s               |
| 7e                         | Dylan Teuns                | Belgique                   | Bahrain Victorious         | + 1 min 40 s               |
| 8e                         | Simon Geschke              | Allemagne                  | Cofidis                    | + 2 min 11 s               |
| 9e                         | Mathieu Burgaudeau         | France                     | TotalEnergies              | + 5 min 4 s                |
| 10e                        | Damiano Caruso             | Italie                     | Bahrain Victorious         | + 5 min 4 s                |
| modifier                   |                            |                            |                            |                            |

### Bonifications en temps
|   | Coureur          | Pays   | Équipe              | Secondes |
| - | ---------------- | ------ | ------------------- | -------- |
| 1 | Hugo Houle       | Canada | Israel-Premier Tech | 10 s     |
| 2 | Valentin Madouas | France | Groupama-FDJ        | 6 s      |
| 3 | Michael Woods    | Canada | Israel-Premier Tech | 4 s      |

### Points attribués
| Sprint intermédiaire Lavelanet (km 67,8) | Sprint intermédiaire Lavelanet (km 67,8) | Sprint intermédiaire Lavelanet (km 67,8) | Sprint intermédiaire Lavelanet (km 67,8) | Sprint intermédiaire Lavelanet (km 67,8) |
| ---------------------------------------- | ---------------------------------------- | ---------------------------------------- | ---------------------------------------- | ---------------------------------------- |
|                                          | Coureur                                  | Pays                                     | Équipe                                   | Point(s)                                 |
| 1er                                      | Nils Eekhoff                             | Pays-Bas                                 | Team DSM                                 | 20                                       |
| 2e                                       | Wout van Aert                            | Belgique                                 | Jumbo-Visma                              | 17                                       |
| 3e                                       | Philippe Gilbert                         | Belgique                                 | Lotto-Soudal                             | 15                                       |
| 4e                                       | Nathan Van Hooydonck                     | Belgique                                 | Jumbo-Visma                              | 13                                       |
| 5e                                       | Maxime Bouet                             | France                                   | Arkéa-Samsic                             | 11                                       |
| 6e                                       | Michael Storer                           | Australie                                | Groupama-FDJ                             | 10                                       |
| 7e                                       | Tony Gallopin                            | France                                   | Trek-Segafredo                           | 9                                        |
| 8e                                       | Tim Wellens                              | Belgique                                 | Lotto-Soudal                             | 8                                        |
| 9e                                       | Alexis Gougeard                          | France                                   | B&B Hotels-KTM                           | 7                                        |
| 10e                                      | Mikkel Honoré                            | Danemark                                 | Quick-Step Alpha Vinyl                   | 6                                        |
| 11e                                      | Mathieu Burgaudeau                       | France                                   | TotalEnergies                            | 5                                        |
| 12e                                      | Neilson Powless                          | États-Unis                               | EF Education-EasyPost                    | 4                                        |
| 13e                                      | Stefan Bissegger                         | Suisse                                   | EF Education-EasyPost                    | 3                                        |
| 14e                                      | Gorka Izagirre                           | Espagne                                  | Movistar                                 | 2                                        |
| 15e                                      | Hugo Houle                               | Canada                                   | Israel-Premier Tech                      | 1                                        |
| modifier                                 |                                          |                                          |                                          |                                          |

| Arrivée d'étape Foix (km 178,5) | Arrivée d'étape Foix (km 178,5) | Arrivée d'étape Foix (km 178,5) | Arrivée d'étape Foix (km 178,5) | Arrivée d'étape Foix (km 178,5) |
| ------------------------------- | ------------------------------- | ------------------------------- | ------------------------------- | ------------------------------- |
|                                 | Coureur                         | Pays                            | Équipe                          | Point(s)                        |
| 1er                             | Hugo Houle                      | Canada                          | Israel-Premier Tech             | 30                              |
| 2e                              | Valentin Madouas                | France                          | Groupama-FDJ                    | 25                              |
| 3e                              | Michael Woods                   | Canada                          | Israel-Premier Tech             | 22                              |
| 4e                              | Matteo Jorgenson                | États-Unis                      | Movistar                        | 19                              |
| 5e                              | Michael Storer                  | Australie                       | Groupama-FDJ                    | 17                              |
| 6e                              | Aleksandr Vlasov                | Bannière neutre                 | Bora-Hansgrohe                  | 15                              |
| 7e                              | Dylan Teuns                     | Belgique                        | Bahrain Victorious              | 13                              |
| 8e                              | Simon Geschke                   | Allemagne                       | Cofidis                         | 11                              |
| 9e                              | Mathieu Burgaudeau              | France                          | TotalEnergies                   | 9                               |
| 10e                             | Damiano Caruso                  | Italie                          | Bahrain Victorious              | 7                               |
| 11e                             | Mikkel Honoré                   | Danemark                        | Quick-Step Alpha Vinyl          | 6                               |
| 12e                             | Neilson Powless                 | États-Unis                      | EF Education-EasyPost           | 5                               |
| 13e                             | Wout van Aert                   | Belgique                        | Jumbo-Visma                     | 4                               |
| 14e                             | Brandon McNulty                 | États-Unis                      | UAE Team Emirates               | 3                               |
| 15e                             | Jonas Vingegaard                | Danemark                        | Jumbo-Visma                     | 2                               |
| modifier                        |                                 |                                 |                                 |                                 |

### Cols et côtes
| Côte de Saint-Hilaire (km 13,7) 4e catégorie (1,5 km à 6,6 %) | Côte de Saint-Hilaire (km 13,7) 4e catégorie (1,5 km à 6,6 %) | Côte de Saint-Hilaire (km 13,7) 4e catégorie (1,5 km à 6,6 %) | Côte de Saint-Hilaire (km 13,7) 4e catégorie (1,5 km à 6,6 %) | Côte de Saint-Hilaire (km 13,7) 4e catégorie (1,5 km à 6,6 %) |
| ------------------------------------------------------------- | ------------------------------------------------------------- | ------------------------------------------------------------- | ------------------------------------------------------------- | ------------------------------------------------------------- |
|                                                               | Coureur                                                       | Pays                                                          | Équipe                                                        | Point(s)                                                      |
| 1er                                                           | Stefan Bissegger                                              | Suisse                                                        | EF Education-EasyPost                                         | 1                                                             |
| modifier                                                      |                                                               |                                                               |                                                               |                                                               |

| Col de l'Espinas (km 36,6) 3e catégorie (5,3 km à 5,0 %) | Col de l'Espinas (km 36,6) 3e catégorie (5,3 km à 5,0 %) | Col de l'Espinas (km 36,6) 3e catégorie (5,3 km à 5,0 %) | Col de l'Espinas (km 36,6) 3e catégorie (5,3 km à 5,0 %) | Col de l'Espinas (km 36,6) 3e catégorie (5,3 km à 5,0 %) |
| -------------------------------------------------------- | -------------------------------------------------------- | -------------------------------------------------------- | -------------------------------------------------------- | -------------------------------------------------------- |
|                                                          | Coureur                                                  | Pays                                                     | Équipe                                                   | Point(s)                                                 |
| 1er                                                      | Alexis Gougeard                                          | France                                                   | B&B Hotels-KTM                                           | 2                                                        |
| 2e                                                       | Stefan Bissegger                                         | Suisse                                                   | EF Education-EasyPost                                    | 1                                                        |
| modifier                                                 |                                                          |                                                          |                                                          |                                                          |

| Port de Lers (km 125,1) 1re catégorie (11,4 km à 7,0 %) | Port de Lers (km 125,1) 1re catégorie (11,4 km à 7,0 %) | Port de Lers (km 125,1) 1re catégorie (11,4 km à 7,0 %) | Port de Lers (km 125,1) 1re catégorie (11,4 km à 7,0 %) | Port de Lers (km 125,1) 1re catégorie (11,4 km à 7,0 %) |
| ------------------------------------------------------- | ------------------------------------------------------- | ------------------------------------------------------- | ------------------------------------------------------- | ------------------------------------------------------- |
|                                                         | Coureur                                                 | Pays                                                    | Équipe                                                  | Point(s)                                                |
| 1er                                                     | Simon Geschke                                           | Allemagne                                               | Cofidis                                                 | 10                                                      |
| 2e                                                      | Wout van Aert                                           | Belgique                                                | Jumbo-Visma                                             | 8                                                       |
| 3e                                                      | Brandon McNulty                                         | États-Unis                                              | UAE Team Emirates                                       | 6                                                       |
| 4e                                                      | Matteo Jorgenson                                        | États-Unis                                              | Movistar                                                | 4                                                       |
| 5e                                                      | Damiano Caruso                                          | Italie                                                  | Bahrain Victorious                                      | 2                                                       |
| 6e                                                      | Michael Woods                                           | Canada                                                  | Israel-Premier Tech                                     | 1                                                       |
| modifier                                                |                                                         |                                                         |                                                         |                                                         |

| Mur de Péguère (km 151,3) 1re catégorie (9,3 km à 7,9 %) | Mur de Péguère (km 151,3) 1re catégorie (9,3 km à 7,9 %) | Mur de Péguère (km 151,3) 1re catégorie (9,3 km à 7,9 %) | Mur de Péguère (km 151,3) 1re catégorie (9,3 km à 7,9 %) | Mur de Péguère (km 151,3) 1re catégorie (9,3 km à 7,9 %) |
| -------------------------------------------------------- | -------------------------------------------------------- | -------------------------------------------------------- | -------------------------------------------------------- | -------------------------------------------------------- |
|                                                          | Coureur                                                  | Pays                                                     | Équipe                                                   | Point(s)                                                 |
| 1er                                                      | Hugo Houle                                               | Canada                                                   | Israel-Premier Tech                                      | 10                                                       |
| 2e                                                       | Michael Woods                                            | Canada                                                   | Israel-Premier Tech                                      | 8                                                        |
| 3e                                                       | Matteo Jorgenson                                         | États-Unis                                               | Movistar                                                 | 6                                                        |
| 4e                                                       | Valentin Madouas                                         | France                                                   | Groupama-FDJ                                             | 4                                                        |
| 5e                                                       | Simon Geschke                                            | Allemagne                                                | Cofidis                                                  | 2                                                        |
| 6e                                                       | Michael Storer                                           | Australie                                                | Groupama-FDJ                                             | 1                                                        |
| modifier                                                 |                                                          |                                                          |                                                          |                                                          |

### Prix de la combativité
- Hugo Houle (Israel-Premier Tech)

## Classements à l'issue de l'étape

### Classement général
| Classement général | Classement général | Classement général | Classement général                 | Classement général |
|                    | Coureur            | Pays               | Équipe                             | Temps              |
| ------------------ | ------------------ | ------------------ | ---------------------------------- | ------------------ |
| 1er                | Jonas Vingegaard   | Danemark           | Jumbo-Visma                        | en 64 h 28 min 9 s |
| 2e                 | Tadej Pogačar      | Slovénie           | UAE Team Emirates                  | + 2 min 22 s       |
| 3e                 | Geraint Thomas     | Grande-Bretagne    | Ineos Grenadiers                   | + 2 min 43 s       |
| 4e                 | Nairo Quintana     | Colombie           | Arkéa-Samsic                       | + 4 min 15 s       |
| 5e                 | David Gaudu        | France             | Groupama-FDJ                       | + 4 min 24 s       |
| 6e                 | Adam Yates         | Grande-Bretagne    | Ineos Grenadiers                   | + 5 min 28 s       |
| 7e                 | Louis Meintjes     | Afrique du Sud     | Intermarché-Wanty-Gobert Matériaux | + 5 min 46 s       |
| 8e                 | Aleksandr Vlasov   | Bannière neutre    | Bora-Hansgrohe                     | + 6 min 18 s       |
| 9e                 | Romain Bardet      | France             | Team DSM                           | + 6 min 37 s       |
| 10e                | Tom Pidcock        | Grande-Bretagne    | Ineos Grenadiers                   | + 10 min 11 s      |
| modifier           |                    |                    |                                    |                    |

| Classement par points | Classement par points | Classement par points | Classement par points   | Classement par points |
| --------------------- | --------------------- | --------------------- | ----------------------- | --------------------- |
|                       | Coureur               | Pays                  | Équipe                  | Point(s)              |
| 1er                   | Wout van Aert         | Belgique              | Jumbo-Visma             | 399 points            |
| 2e                    | Tadej Pogačar         | Slovénie              | UAE Team Emirates       | 182 pts               |
| 3e                    | Jasper Philipsen      | Belgique              | Alpecin-Deceuninck      | 176 pts               |
| 4e                    | Mads Pedersen         | Danemark              | Trek-Segafredo          | 158 pts               |
| 5e                    | Fabio Jakobsen        | Pays-Bas              | Quick-Step Alpha Vinyl  | 155 pts               |
| 6e                    | Christophe Laporte    | France                | Jumbo-Visma             | 121 pts               |
| 7e                    | Michael Matthews      | Australie             | Team BikeExchange-Jayco | 118 pts               |
| 8e                    | Peter Sagan           | Slovaquie             | TotalEnergies           | 104 pts               |
| 9e                    | Jonas Vingegaard      | Danemark              | Jumbo-Visma             | 98 pts                |
| 10e                   | Fred Wright           | Grande-Bretagne       | Bahrain Victorious      | 83 pts                |
| modifier              |                       |                       |                         |                       |

| Classement du meilleur grimpeur | Classement du meilleur grimpeur | Classement du meilleur grimpeur | Classement du meilleur grimpeur    | Classement du meilleur grimpeur |
| ------------------------------- | ------------------------------- | ------------------------------- | ---------------------------------- | ------------------------------- |
|                                 | Coureur                         | Pays                            | Équipe                             | Point(s)                        |
| 1er                             | Simon Geschke                   | Allemagne                       | Cofidis                            | 58 points                       |
| 2e                              | Louis Meintjes                  | Afrique du Sud                  | Intermarché-Wanty-Gobert Matériaux | 39 pts                          |
| 3e                              | Neilson Powless                 | États-Unis                      | EF Education-EasyPost              | 37 pts                          |
| 4e                              | Jonas Vingegaard                | Danemark                        | Jumbo-Visma                        | 36 pts                          |
| 5e                              | Giulio Ciccone                  | Italie                          | Trek-Segafredo                     | 35 pts                          |
| 6e                              | Pierre Latour                   | France                          | TotalEnergies                      | 35 pts                          |
| 7e                              | Tom Pidcock                     | Grande-Bretagne                 | Ineos Grenadiers                   | 28 pts                          |
| 8e                              | Anthony Perez                   | France                          | Cofidis                            | 26 pts                          |
| 9e                              | Tadej Pogačar                   | Slovénie                        | UAE Team Emirates                  | 26 pts                          |
| 10e                             | Wout van Aert                   | Belgique                        | Jumbo-Visma                        | 25 pts                          |
| modifier                        |                                 |                                 |                                    |                                 |

| Classement général du meilleur jeune | Classement général du meilleur jeune | Classement général du meilleur jeune | Classement général du meilleur jeune | Classement général du meilleur jeune |
|                                      | Coureur                              | Pays                                 | Équipe                               | Temps                                |
| ------------------------------------ | ------------------------------------ | ------------------------------------ | ------------------------------------ | ------------------------------------ |
| 1er                                  | Tadej Pogačar                        | Slovénie                             | UAE Team Emirates                    | en 64 h 30 min 31 s                  |
| 2e                                   | Tom Pidcock                          | Grande-Bretagne                      | Ineos Grenadiers                     | + 7 min 49 s                         |
| 3e                                   | Matteo Jorgenson                     | États-Unis                           | Movistar                             | + 54 min 0 s                         |
| 4e                                   | Brandon McNulty                      | États-Unis                           | UAE Team Emirates                    | + 57 min 43 s                        |
| 5e                                   | Andreas Leknessund                   | Norvège                              | Team DSM                             | + 1 h 17 min 20 s                    |
| 6e                                   | Michael Storer                       | Australie                            | Groupama-FDJ                         | + 1 h 18 min 33 s                    |
| 7e                                   | Kevin Geniets                        | Luxembourg                           | Groupama-FDJ                         | + 1 h 42 min 16 s                    |
| 8e                                   | Georg Zimmermann                     | Allemagne                            | Intermarché-Wanty-Gobert Matériaux   | + 1 h 52 min 25 s                    |
| 9e                                   | Fred Wright                          | Grande-Bretagne                      | Bahrain Victorious                   | + 2 h 3 min 37 s                     |
| 10e                                  | Quinn Simmons                        | États-Unis                           | Trek-Segafredo                       | + 2 h 17 min 48 s                    |
| modifier                             |                                      |                                      |                                      |                                      |

| Classement par équipes | Classement par équipes | Classement par équipes | Classement par équipes |
|                        | Équipe                 | Pays                   | Temps                  |
| ---------------------- | ---------------------- | ---------------------- | ---------------------- |
| 1re                    | Ineos Grenadiers       | Grande-Bretagne        | en 193 h 17 min 10 s   |
| 2e                     | Groupama-FDJ           | France                 | + 28 min 51 s          |
| 3e                     | Jumbo-Visma            | Pays-Bas               | + 33 min 54 s          |
| 4e                     | UAE Team Emirates      | Émirats arabes unis    | + 1 h 11 min 28 s      |
| 5e                     | Bora-Hansgrohe         | Allemagne              | + 1 h 20 min 13 s      |
| 6e                     | Movistar               | Espagne                | + 1 h 43 min 56 s      |
| 7e                     | Bahrain Victorious     | Bahreïn                | + 1 h 54 min 52 s      |
| 8e                     | Israel-Premier Tech    | Israël                 | + 2 h 24 min 33 s      |
| 9e                     | Arkéa-Samsic           | France                 | + 2 h 29 min 45 s      |
| 10e                    | Team DSM               | Pays-Bas               | + 2 h 37 min 31 s      |
| modifier               |                        |                        |                        |

## Abandons
Six coureurs quittent le Tour lors de cette étape :
- Jakob Fuglsang (Israel-Premier Tech) : non partant[4]
- Lennard Kämna (Bora-Hansgrohe) : non partant[5]
- Max Walscheid (Cofidis) : non partant, test positif à la Covid-19[6]
- Mikaël Cherel (AG2R Citroën) : non partant, test positif à la Covid-19[7]
- Aurélien Paret-Peintre (AG2R Citroën) : non partant, test positif à la Covid-19[7]
- Marc Soler (UAE Team Emirates) : hors délais[8]